# Theretra pinastrina
Theretra pinastrina är en fjärilsart som beskrevs av Martyn 1797. Theretra pinastrina ingår i släktet Theretra och familjen svärmare. Inga underarter finns listade i Catalogue of Life.